# La Maison de Mickey
Tous en boîte Mickey Mouse
La Maison de Mickey (Mickey Mouse Clubhouse) est une série télévisée d'animation américaine en 108 épisodes de 23 minutes, 4 épisodes de 49 minutes, 8 épisodes de 30 minutes, 1 épisode de 53 minutes, 2 épisodes de 45 minutes, 1 épisode de 47 minutes, 1 épisodes de 44 minutes et 1 épisode de 46 minutes crée par Bobs Gannaway et diffusée entre le 5 mai 2006 et le 6 novembre 2016, d'abord sur Playhouse Disney jusqu'en 2011, puis sur Disney Junior.
En France, la série est diffusée sur Playhouse Disney puis Disney Junior et sur M6 dans l'émission Disney Kid Club. Avant M6, elle était diffusée sur TF1 dans le Club Disney puis Tfou, et puis par la suite sur France 5 dans Zouzous. Au Québec, la série est diffusée le 15 aout 2006  sur ICI Radio-Canada Télé .
Cette série est la première à avoir été démarrée le même jour, le 6 mai 2006, sur toutes les chaînes Disney Channel soit plus de 100 pays.
Elle a obtenu le 14 novembre 2011, une série spin-off en 3D sur Minnie et sa boutique « La Boutique de Minnie (en) » (Minnie's Bow-Toons) composée de quarante épisodes répartis en 9 saisons.
Le but était de produire une série similaire à La Maison de Mickey mais destinée aux filles, la série d'origine étant parfois considérée comme destinée aux garçons.
Certains épisodes de cette série appartiennent aussi à La Maison de Mickey.
Cette série est la première à avoir Minnie comme personnage principal de l'une des nombreuses séries Mickey, changement important après approximativement 83 ans, sans séries portant son nom.
En janvier 2017, la série a obtenu un autre spin-off en 3D, pour remplacer La Maison de Mickey intitulé « Mickey et ses amis : Top Départ ! » (Mickey and the Roadster Racers). La série se centre sur les courses en voiture et la visite de la ville imaginaire Hot Dog Hills que font Mickey, ses amis et leur ennemi quotidien Pat Hibulaire. Elle a été pensée grâce aux voitures miniatures avec les personnages inclus individuellement de Mickey et ses amis (à l'exception de Pat Hibulaire et Pluto qui ne peuvent pas concourir).

En 2025, la série aura le droit à un reboot La maison de Mickey+ qui reprend les personnages originales + deux nouveaux personnages dont un qui ne fait pas partie de l'univers de la série: Duffy The Disney Bear et Little Helper un nouveau personnage créé pour l'occasion. Elle sera diffusée sur Disney Jr et Disney+,

## Synopsis
Mickey Mouse, Minnie Mouse, Donald Duck, Daisy Duck, Dingo, Pluto, professeur Von Drake et Tourniquet sont les personnages principaux de cette série. Elle a pour principe de pointer de manière interactive avec les spectateurs certains points pour stimuler la résolution de problème.Tic et Tac, Pat Hibulaire, Bella la chienne, Willie le Géant, Clarabelle Cow, Butch, Figaro le chat et Mortimer Mouse apparaissent aussi dans cette série. Tous ensemble, Mickey et ses amis vivent des aventures hyper extraordinaires et fantastiques notamment dans l'océan, dans les airs, en safari, etc.

## Personnages

### Personnages principaux
- Mickey Mouse : souris noire courte et élancée, visage crème (parfois blanc), queue noire, nez noir, short en tissu de coton rouge avec deux boutons ovales horizontalement à l'avant et à l'arrière, chaussures jaunes, gants blancs avec trois fentes dans chaque gant.

- Minnie Mouse : souris noire courte et élancée, visage crème, robe rose à pois blancs, grand nœud rose sur la tête, culotte courte blanche, escarpins rose fuchsia, gants blancs.

- Donald Duck : canard élancé, plumes blanches, yeux noirs, sclères bleu clair, costume de marin bleu avec quelques doublures jaunes autour du col et au bout des manches, nœud papillon rouge, chapeau bleu avec pompon et bord noirs, bec orange et pattes palmées.

- Daisy Duck : cane élancée, plumes blanches, yeux noirs, sclères bleu clair, longs cils, fard à paupières lavande, nœud violet sur la tête, chemisier violet, bracelet jaune sur le poignet gauche, escarpins violets, queue-de-cheval, bec orange et pattes palmées.

- Dingo : grand chien noir élancé, dégingandé, museau crème, quelques paires de moustaches, quelques dents de devant, 3 poils fins sur la tête, longues oreilles, nez noir, col roulé orange à manches longues, gilet noir (ou marron foncé), chapeau vert fedora en os de moelle avec une bande noire, pantalon bleu, longues chaussures marrons, gants blancs.

- Pluto : limier élancé, fourrure dorée, nez noir et longues oreilles, col vert, longue queue noire.

### Personnages récurrents
- Clarabelle : vache noire grande et élancée, nœud jaune sur la tête, nez et museau crème, cornes, gants d'opéra blancs.

- Pat Hibulaire : chat noir obèse, museau rasé crème, gants d'opéra blancs, patte (parfois), salopette bleue à une sangle, chaussures marrons.

- Professeur Von Drake : canard mince, personne âgées, à moitié chauve, cheveux gris, épais sourcils gris, bec et pieds orange, plumes blanches, quelques poils fins sur la tête, pardessus, gilet, cravate noire, chemise et poignets blancs, lunettes avec un string attaché à son pardessus.

## Voix originales

### Les Personnages principaux
- Wayne Allwine puis Bret Iwan : Mickey Mouse
- Russi Taylor : Minnie Mouse
- Bill Farmer : Dingo / Pluto
- Tony Anselmo : Donald Duck
- Tress MacNeille : Daisy Duck
- Rob Paulsen : Tourniquet

### Les Personnages récurrents
- Dee Bradley Baker : Père Noël / Boo-Boo Chicken
- Corey Burton : Professeur Ludwig Von Drake
- Jim Cummings : Pat Hibulaire
- Will Ryan : Willie le Géant
- Frank Welker : Butch le bouledogue / Bella
- April Winchell : Clarabelle Cow

## Voix françaises
- Laurent Pasquier : Mickey Mouse
- Marie-Charlotte Leclaire : Minnie Mouse
- Sylvain Caruso : Donald Duck
- Sybille Tureau : Daisy Duck
- Gérard Rinaldi puis Emmanuel Curtil : Dingo
- Alain Dorval : Pat Hibulaire
- Roger Carel puis Jean-Claude Donda : Professeur Ludwig Von Drake
- Damien De Vannet : Mortimer Mouse
- Danièle Hazan puis Évelyne Grandjean : Clarabelle Cow

 Source et légende : version française (VF) sur RS Doublage

## Épisodes
| Saison | Nombre d'épisodes | Début de diffusion | Fin de diffusion  |
| ------ | ----------------- | ------------------ | ----------------- |
| 1      | 27                | 5 mai 2006         | 27 juillet 2007   |
| 2      | 40                | 26 janvier 2008    | 20 février 2010   |
| 3      | 33                | 27 février 2010    | 28 septembre 2012 |
| 4      | 26                | 5 novembre 2012    | 6 novembre 2016   |

## Commentaires
- Ce programme fait partie du bloc de programmes Playhouse Disney présenté sur la chaîne Disney Channel tous les jours à destination des plus jeunes et repris sur la chaîne Playhouse Disney.
- Cette série est une version en animation numérique des personnages de Disney, désormais représentés en 3D.

### Principe de la série
Le principe de la série est de pointer de manière interactive avec les spectateurs certains points pour stimuler la résolution de problème.
La série permet donc de manière interactive et divertissante de montrer les problèmes que l'on peut rencontrer dans la vie aussi simples qu'ils soient et de montrer comment résoudre ces derniers.

## Livre interactif
1. Bienvenue chez Mickey (Play-a-sound)
2. Vole, ballon, vole ! (VTECH)

## Livre magnet
1. 5+1, c'est plus rigolo !

## Livre voiture
1. La voiture de Mickey

## Livre valisette
- Mon livre valisette

## Livre (grand format)
- Mickey traverse la rivière

## Livre (petit format)
1. Drôle de grenouille !
2. Où est Dingo ?
3. Les gâteaux de Minnie
4. C'est encore loin ?
5. Une étrange invitation
6. Vole, ballon, vole !
7. Joyeux anniversaire !

## Jeux de société
- La maison des jeux (TFOU Game)
- La maison de mickey (EduKid)

## Jeux vidéo
- V.Smile - La maison de mickey
- Storio/Mobigo - La maison de mickey

## Titre en différentes langues
- Anglais : Mickey Mouse Clubhouse
- Italien : La casa di Topolino